# Hype!
Hype! es un documental que se sitúa en la ciudad de Seattle, mostrando cómo las distinciones de estilos musicales en diferentes géneros musicales innovaron, se consolidaron y se generalizaron hasta convertirse en el género grunge. De esta forma da una perspectiva desde las bandas con un estilo distinto que se autoproducían, hasta el éxito en la industria y la conformación del género, para acabar con la desintegración de los iconos como Nirvana.
No solo examina la parte musical, sino que muestra la parte social y cómo afectó el grunge y su concepción como movimiento (movimiento grunge) a la sociedad.
El director del documental es Doug Pray y fue estrenado oficialmente el 8 de noviembre de 1996. Ganó el premio a mejor documental en el Seattle International Film Festival y tuvo una nominación en el Satellite Awards y una en el Sundance Film Festival.

## Reparto
- Valerie M. Agnew ... (7 Year Bitch)
- Dawn Anderson ... Crítico musical
- Mark Arm ... (Mudhoney)
- John Atkins ... (Seaweed)
- Leighton Beezer ... (The Thrown Ups)
- Nils Bernstein
- Don Blackstone ... (Gas Huffer)
- Kurt Bloch ... (The Fastbacks)
- David Brooks ... (Coffin Break)
- Matt Cameron ... (Soundgarden)
- Art Chantry ... Diseñador Gráfico
- Fred Cole
- Toody Cole
- Van Conner ... (Screaming Trees)
- Chris Cornell ... (Soundgarden)
- Dave Crider ... (Fundador de Estrus Records)
- Dale Crover ... (The Melvins)
- Kurt Danielson ... (Tad)
- Elizabeth F. Davis ... (7 Year Bitch)
- Thomas A. Doyle ... (Tad)
- Chris Eckman ... (The Walkabouts)
- Jack Endino
- Steve Fisk
- Lulu Gargiulo ... (The Fastbacks)
- Frank Harlan
- Ron Heathman ... (The Supersuckers)
- Daniel House ... (C / Z Records)
- Tad Hutchison ... (The Young Fresh Fellows)
- Megan Jasper
- Calvin Johnson ... - Cofundador de K Records
- Peter Litwin ... (Coffin Break)
- Andrew Loomis
- Jeff Lorien ... (Coffin Break)
- Barrett Martin ... (Screaming Trees)
- Scott McCaughey ... (The Young Fresh Fellows)
- Ledge Morisette ... (The Mono Men)
- John Mortensen ... (The Mono Men)
- Wade Neal ... (Seaweed)
- Joe Newton ... (Gas Huffer)
- Buzz Osborne ... (The Melvins)
- Bruce Pavitt ... (Cofundador de Sub Pop Records)
- Charles Peterson ... Fotógrafo
- Jonathan Poneman ... (Cofundador de Sub Pop Records)
- Tom Price ... (Gas Huffer)
- Aaron Roeder ... (The Mono Men)
- Martin Rushent
- Jim Sangster ... (The Young Fresh Fellows)
- Dan Siegal ... (The Supersuckers)
- Susan Silver
- Rob Skinner ... (Coffin Break)
- Eddie Spaghetti ... (The Supersuckers)
- Susie Tennant
- Kim Thayil ... (Soundgarden)
- Carla Torgerson ... (The Walkabouts)
- Steven Neil Turner ... (Mudhoney)
- Conrad Uno ... (Fundador de PopLlama Records)
- Eddie Vedder ... (Pearl Jam)
- Selene H. Vigil ... (7 Year Bitch)
- Mike Vraney ... Promotor
- Kim Warnick ... (The Fastbacks)
- Blake Wright ... (eMpTy Records)
- Matt Wright ... (Gas Huffer)
- Kurt Cobain ... (Nirvana)
- Calvert DeForest
- Dave Grohl ... (Nirvana)
- Kurt Loder
- Krist Novoselic ... (Nirvana)
- Ron Reagan
- Ben Shepherd
- Layne Staley ... (Alice in Chains)
- Mia Zapata